# Slovenska hokejska liga 2000/01
Sezona 2000/01 Slovenske hokejske lige je bila deseta sezona slovenskega prvenstva v hokeju na ledu. Naslov slovenskega prvaka so sedmič osvojili hokejisti HK Olimpija, ki so v finalu s 4:1 v zmagah premagali HK Acroni Jesenice.

## Končnica

### Finale
Igralo se je na štiri zmage po sistemu 1-1-1-1-1-1-1.
| 13. marec 2001 | HK Acroni Jesenice | 1:3 | HK Olimpija | Dvorana Podmežakla, Jesenice |

| Poročilo tekme | Poročilo tekme   | Poročilo tekme  | Poročilo tekme                                             | Poročilo tekme                             |
| -------------- | ---------------- | --------------- | ---------------------------------------------------------- | ------------------------------------------ |
|                | (Sodja) Iffka 37 | (0:1, 1:1, 0:1) | 14 Brodnik (Rahmatuljin) 31 Zupančič (Kontrec) 53 Zupančič | Gledalci: 3000 Sodnik: Gerhard Lichtnecker |

| 15. marec 2001 | HK Olimpija | 4:1 | HK Acroni Jesenice | Hala Tivoli, Ljubljana |

| Poročilo tekme | Poročilo tekme                                                                                           | Poročilo tekme  | Poročilo tekme | Poročilo tekme                       |
| -------------- | --- | --------------- | -------------- | ------------------------------------ |
|                | (Ciglenečki) T. Vnuk 28 (Brodnik) Rahmatuljin 54 (Rahmatuljin, Kontrec) Zupančič 56 (J. Vnuk) Emeršič 56 | (0:0, 1:1, 3:0) | 21 Jan         | Gledalci: 1800 Sodnik: Thomas Schurr |

| 17. marec 2001 | HK Acroni Jesenice | 5:3 | HK Olimpija | Dvorana Podmežakla, Jesenice |

| Poročilo tekme | Poročilo tekme                          | Poročilo tekme  | Poročilo tekme                     | Poročilo tekme                        |
| -------------- | --------------------------------------- | --------------- | ---------------------------------- | ------------------------------------- |
|                | Tišlar 13 Jan 35 Por 36 Sodja 44 Jan 46 | (1:2, 2:1, 2:0) | 07 Polončič 15 J. Vnuk 24 Zupančič | Gledalci: 2000 Sodnik: Wilfred Schimm |

| 20. marec 2001 | HK Olimpija | 6:3 | HK Acroni Jesenice | Hala Tivoli, Ljubljana |

| Poročilo tekme | Poročilo tekme                                      | Poročilo tekme  | Poročilo tekme | Poročilo tekme                             |
| -------------- | --------------------------------------------------- | --------------- | --- | ------------------------------------------ |
|                | (Jan) Vukčevič 02 (Jan) Sodja 16 (Jan) M. Hafner 57 | (2:2, 2:0, 2:1) | 08 J. Vnuk (Beribak) 10 Emeršič 33 T. Vnuk (Beribak, Ciglenečki) 38 Rahmatuljin (Rožič) 52 Rožič (Dervarič) 56 Rožič (Brodnik) | Gledalci: 2000 Sodnik: Gerhard Lichtnecker |

| 21. marec 2001 | HK Acroni Jesenice | 2:4 | HK Olimpija | Dvorana Podmežakla, Jesenice |

| Poročilo tekme | Poročilo tekme                            | Poročilo tekme  | Poročilo tekme                                                                       | Poročilo tekme                             |
| -------------- | ----------------------------------------- | --------------- | ------------------------------------------------------------------------------------ | ------------------------------------------ |
| Začetek: 20:15 | (Kovačevič) Iffka 11 (M. Hafner) Sodja 30 | (1:2, 1:1, 0:1) | 11 Polončič (J. Vnuk) 18 Rahmatuljin (Zupančič) 21 Polončič 50 Goličič (Rahmatuljin) | Gledalci: 2500 Sodnik: Gerhard Lichtnecker |

### Za tretje mesto
Igralo se je na tri zmage po sistemu 1-1-1-1-1.
| 13. marec 2001 | HK Slavija M Optima | 10:5 | HK HIT Casino Kranjska Gora | Hala Tivoli, Ljubljana |

| Poročilo tekme | Poročilo tekme                                                                                                  | Poročilo tekme  | Poročilo tekme                                        | Poročilo tekme |
| -------------- | --- | --------------- | ----------------------------------------------------- | -------------- |
| Začetek: 18:00 | Peruzzi 08 Jakopič 15 Peruzzi 17 Kos 24 Stamejčič 28 Jakopič 32 Žagar 43 Cerar 46 Avgustinčič 50 Avgustinčič 52 | (3:1, 3:2, 4:2) | 13 Rebolj 22 Remar 34 Balderman 44 Balderman 54 Remar |                |

| 15. marec 2001 | HK HIT Casino Kranjska Gora | 5:8 | HK Slavija M Optima | Dvorana Podmežakla, Jesenice |

| Poročilo tekme | Poročilo tekme                                          | Poročilo tekme  | Poročilo tekme                                                                    | Poročilo tekme |
| -------------- | ------------------------------------------------------- | --------------- | --------------------------------------------------------------------------------- | -------------- |
| Začetek: 18:00 | Rodman 07 Rebolj 11 Balderman 24 Rebolj 38 Balderman 45 | (2:2, 2:1, 1:5) | 08 Žagar 20 Žagar 37 Žagar 44 Avgustinčič 45 Avgustinčič 47 Žagar 49 Kos 56 Žagar |                |

| 17. marec 2001 | HK Slavija M Optima | 2:0 | HK HIT Casino Kranjska Gora | Hala Tivoli, Ljubljana |

| Poročilo tekme | Poročilo tekme           | Poročilo tekme  | Poročilo tekme | Poročilo tekme |
| -------------- | ------------------------ | --------------- | -------------- | -------------- |
| Začetek: 18:00 | Petronijevič 25 Cerar 59 | (0:0, 1:0, 1:0) |                |                |

## Končna lestvica prvenstva
1. HK Olimpija
2. HK Acroni Jesenice
3. HK Slavija M Optima
4. HK HIT Casino Kranjska Gora
5. HK Triglav Kranj
6. HK Bled
7. HK MARC Interieri
8. HDK Maribor

## Najboljši strelci
G - goli, P - podaje, T - točke
| #  | Igralec           | Klub                        | G  | P  | T  |
| -- | ----------------- | --------------------------- | -- | -- | -- |
| 1  | Boštjan Kos       | HK Slavija M Optima         | 16 | 36 | 52 |
| 2  | Ildar Rahmatuljin | HK Olimpija                 | 29 | 16 | 45 |
| 3  | Jaka Avgustinčič  | HK Slavija M Optima         | 25 | 17 | 42 |
| 4  | Aleš Sodja        | HK Acroni Jesenice          | 15 | 25 | 40 |
| 5  | Jure Vnuk         | HK Olimpija                 | 20 | 18 | 38 |
| 6  | Tomaž Vnuk        | HK Olimpija                 | 15 | 18 | 33 |
| 7  | Daniel Iffka      | HK Acroni Jesenice          | 14 | 17 | 31 |
| 8  | Primož Balderman  | HK HIT Casino Kranjska Gora | 17 | 13 | 30 |
| 9  | Matevž Cerar      | HK Slavija M Optima         | 17 | 12 | 29 |
| 10 | Peter Rožič       | HK Olimpija                 | 14 | 15 | 29 |